# 4790 Petrpravec
4790 Petrpravec (1988 PP) là một tiểu hành tinh vành đai chính được phát hiện ngày 9 tháng 8 năm 1988 bởi E. F. Helin ở Palomar.